# Mieczysław Jastrun

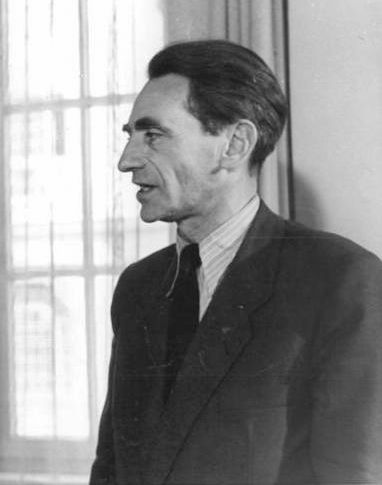
Mieczysław Jastrun (1950)

Mieczysław Jastrun (geboren als  Mieczysław Agatstein 29. Oktober 1903 in Korolówka, Österreich-Ungarn; gestorben 22. Februar 1983 in Warschau) war ein polnischer Schriftsteller und Essayist und Übersetzer.

## Leben
Mieczysław Agatstein war ein Kind des Arztes Józef Agatstein und der Maria Nisenson, er wuchs in Jodłowa in Galizien auf. Während des Ersten Weltkriegs besuchte er von 1915 bis 1919 das Gymnasium in Krakau. Jastrun war 1920 Soldat im Polnisch-Sowjetischen Krieg, nahm aber an den Kampfhandlungen nicht teil.
Jastrun studierte Polonistik, Germanistik und Philosophie an der Universität Krakau und wurde 1929 promoviert. Er lebte im Umkreis der Dichtergruppe Skamander. Seine  Gedichte waren auch vom Symbolismus beeinflusst und wurden in den Bänden Spotkanie w czasie (1929), Inna młodość (1933) und Strumień i milczenie (1937) gedruckt. Er wurde Mitglied im Schriftstellerverband „Związek Zawodowy Literatów Polskich“ (ZZLP) und im P.E.N. Er arbeitete von 1928 bis zur deutschen Besetzung 1939 als Lehrer, zuletzt an einem Gymnasium in Łódź. Während der sowjetischen Besetzung Ostpolens 1939 bis 1941 war er Lehrer in Lemberg und danach unter dem Decknamen Jan Klonowicz Untergrundlehrer in Warschau. Seine jüdische Herkunft wurde nicht denunziert, und er überlebte den Holocaust.
Nach Kriegsende war er bis 1949 Mitherausgeber der kurzlebigen kommunistischen Literaturzeitschrift Kuźnica. Seine Gedichtbände nach dem Krieg waren vom Erlebnis der Besatzung und des Holocaust geprägt und orientierten sich am Sozialistischen Realismus: Godzina strzeżona (1944), Rzecz ludzka (1946), Sezon w Alpach (1948), Rok urodzaju (1950) und Barwy ziemi (1951).
Jastrun schrieb drei biographische Romane über die polnischen Großdichter Adam Mickiewicz (1949),  Spotkanie z Salomeą (1951)  über Juliusz Słowacki und  Poeta i dworzanin (1954) über Jan Kochanowski. Seine literaturwissenschaftlichen Essays beschäftigten sich neben der polnischen Literatur auch mit der russischen, französischen und deutschen Literatur. Er übersetzte Werke von Lorca, Puschkin, Hölderlin und Rilke ins Polnische.
Jastrun war seit dem polnischen Widerstand Mitglied der kommunistischen Partei PZPR. 1964 muckte er gegen die Parteiführung auf, als der Schriftsteller Melchior Wańkowicz zu einer Haftstrafe verurteilt wurde, und unterzeichnete des „Manifest der 34“ gegen die staatliche Zensur.
Er wurde in der stalinistischen Ära des kommunistischen Polen mehrfach ausgezeichnet, so erhielt er 1946 das Verdienstkreuz der Republik Polen, den Orden „Banner der Arbeit erster Klasse“ 1949, den Staatspreis erster Klasse 1950 und 1955 und im Jahr 1954 den Orden Polonia Restituta.
Mieczysław Jastrun ist auf dem Powązki-Friedhof beerdigt.

## Werke in deutscher Übersetzung
Bibliografie bei Culture.pl
- Poet und Hofmann : Ein Bild des polnischen Dichters Jan Kochanowski. Übersetzung Kurt Harrer, Spiridion Wukadinović, Viktor Mika. Berlin : Rütten & Loening, 1957
- Mickiewicz. Deutsch von C. Poralla. Verse übertragen von Leo Lasinski. Berlin : Rütten & Loening, 1953
- Den Göttern gleich. Übersetzung Karin Wolff. In: Marek Klecel: Polen zwischen Ost und West. Polnische Essays des 20. Jahrhunderts. Eine Anthologie. Berlin : Suhrkamp, 1995, S. 235–252 (zuerst 1962)